# 四硫代锑酸钠
四硫代锑酸钠是一种无机化合物，化学式为Na3SbS4，其九水合物通常被称作史萊普特盐，以德国化学家卡尔·冯·史萊普特命名。该化合物是硫化物矿物的一种。

## 结构
该盐的水合物有四面体的SbS43−阴离子(rSb-S = 2.33 Å)和Na+阳离子。有着不同阳离子的化合物还有铵盐和钠盐。
无水物是有着四面体Na和Sb位点的聚合物。

## 制备
四硫代锑酸钠可由三硫化二锑、硫和硫化钠溶液反应得到：
3 Na2S  +  2 S  +  Sb2S3  +  9 H2O   →   2 Na3SbS4·9 H2O
三硫化二锑和硫与氢氧化钠的水热反应也能得到四硫代锑酸钠：
Sb2S3  +  8 NaOH + 6 S   →   2 Na3SbS4  +  Na2SO4  +  4 H2O
其中的硫化锑可由三氯化锑和硫化氢反应得到：
2 SbCl3  +  3 H2S   →   Sb2S3 + 6 HCl

## 化学性质
四硫代锑酸钠的水合物溶于水，产生四面体的SbS43−离子。
另外，把四硫代锑酸钠酸化可得到“五硫化二锑”：
2 Na3SbS4  +  6 HCl  →   Sb2S5  +  6 NaCl  +  3 H2S